# Patía (kommun)
Patía är en kommun i Colombia.   Den ligger i departementet Cauca, i den västra delen av landet, 400 km sydväst om huvudstaden Bogotá. Antalet invånare är 33 195. Arean är 723 kvadratkilometer.
Terrängen i Patía är huvudsakligen bergig, men söderut är den kuperad.